# Groc de crom
El cromat de plom, groc de plom o groc de París, és un pigment groc actualment utilitzat en pintures, tintes d'impremta, laques i plàstics, entre d'altres.

## Història
Fabricat per la primera vegada pel químic francès Louis Nicolas Vauquelin el 1809 a partir d'unes mostres de crocoïta, un mineral vermell ataronjat compost per cromat de plom i descobert per Johann Gottlob Lehmann (1719-1767), metge, científic i geòleg alemany, el 1761 i per Peter Simon Pallas el 1770.
El pigment es va utilitzar fins al 1870, quan se'n va abandonar l'ús per tenir poca estabilitat i poca resistència a la llum. Es va recuperar a partir de 1918 quan, ja entrat el s.XX, la indústria química fou capaç de fabricar el pigment d'una forma cada cop més estable i resistent.

## Composició
El cromat de plom (PbCrO4) s'obté per precipitació en solucions de crom i plom.
Pb(NO₃)₂  + K₂CrO₄ ⇒ PbCrO₄
+ 2 KNO₃
Pb2+ + CrO₄2- ⇒ PbCrO₄

### Toxicitat
Com tots els pigments que contenen plom o crom, és un material tòxic i s'ha de prendre les precaucions adequades per utilitzar-lo amb seguretat.

### Altres pigments de crom
Vauquelin, a més a més de descobrir el seu ús com a pigment, també va utilitzar el cromat de plom per descobrir l'òxid de crom III (Cr₂O₃) o verd de crom, un altre pigment utilitzat en pintura i coloració de vidres.

## Ús en la pintura
Es fa servir en pintures a l'oli, al tremp, acríliques, aquarel·la i a la cola. En oli té un assecatge molt bo i una perfecta opacitat.
És inestable als àlcalis, àcids minerals, i gasos com els sulfur d'hidrogen i l'anhídrid sulfurós.
En presència de calç humida i amoníac es torna ataronjat (cromat bàsic de plom).
Vincent van Gogh va utilitzar aquest pigment en els seus famosos gira-sols, que deuen el seu ‘misteriós i enigmàtic’ color a la descomposició del cromat de plom per efecte de l'exposició a la llum, convertint el groc brillant original en un to marró verdós brut.

### Combinacions amb altres pigments
Amb pigments orgànics es pot reduir en òxid de crom (d'un color verdós).
No s'ha de barrejar amb groc de cadmi ni amb pigments que continguin sofre, que l'ennegririen.